# Gratuité
« Gratuit » redirige ici. Pour le chanteur, voir Gratuit (chanteur).
La gratuité est, en économie, un concept qui recouvre le fait qu'un bien ou un service peut être obtenu sans aucune contrepartie apparente, en particulier pécuniaire.

## Notion ambigüe
La notion de gratuité est souvent galvaudée puisque, dans la réalité, rien n'est tout à fait gratuit[non neutre] : dans la plupart des cas, il est nécessaire que quelqu'un assume le coût, et, même lorsque ce n'est pas le cas, il existe au moins un coût d'opportunité (différence entre la valeur du bien obtenu et celle du bien le plus intéressant auquel on renonce par le simple fait d'accepter le bien gratuit).
L'Observatoire international de la gratuité, dirigé par Paul Ariès, parle de gratuité construite économiquement, mais aussi politiquement et culturellement.
Le produit ou le service gratuit n'est pas débarrassé du coût mais du prix.
Plusieurs concepts aux modes de financement très différents sont souvent confondus.

### Article promotionnel ou gratuité temporaire
Un article est donné afin de rendre le consommateur intéressé à ou dépendant du produit, à faire la promotion d'un produit. Dans ce cas l'article gratuit est financé par les achats — payants ceux-là — des autres actuels ou futurs consommateurs, la gratuité est assurée pour une période limitée dans le temps.

### Compris dans le prix
L'article est vendu avec un autre bien ou service, de manière indissociable. Par exemple, une voiture est vendue avec la climatisation comprise ou « pour un euro de plus ». En réalité, le prix indiqué pour le premier article couvre les frais de l'ensemble. À noter que la vente liée d'un bien et d'un service (par ex : un ordinateur et des logiciels) est interdite en France et en Belgique.
Une forme du compris dans le prix est la vente par lot et tous les systèmes de remboursement partiel sous condition. Par exemple pour avoir les « 20 % gratuits », il faut acheter les 80 % payants ; pour que l'antivirus soit gratuit, il faut souscrire un abonnement aux indispensables mises à jour de la base de données virales ; pour que le terminal téléphonique soit gratuit, il faut payer l'abonnement pendant au moins plusieurs mois ; pour obtenir le remboursement, il faut fournir des renseignements exploitables par le service marketing (liste de courses via les cartes fidélité, adresse, etc.)

### Payés par l'impôt
Certains services publics apparaissent gratuits, leur coût étant pris en charge par la collectivité : l'enseignement, l'intervention des pompiers, certains services de santé, les transports publics dans certaines localités... Dans le transport, l'usage de la voirie publique est gratuit sauf les rares cas de voies à péage.

### Payé par une contrainte ou une nuisance
Le bien est gratuit mais c'est le payeur qui en définit la nature, les conditions, etc., différentes voire opposées à ce que souhaiterait le bénéficiaire, et au bénéfice du fournisseur ; ainsi un gouvernement ou un groupe missionnaire peut-il définir le contenu de l'enseignement « gratuit », influencer les jeunes et, plus tard, obtenir d'eux ce qu'il souhaite, notamment sur le plan de l'adhésion à des objectifs religieux, politiques ou militaires. Au bien gratuit fourni est associé un élément au bénéfice du fournisseur, éventuellement désagréable pour le bénéficiaire (mais pas assez désagréable pour qu'il renonce au bien). La forme la plus évidente est le financement par la publicité : une chaîne de télé ou de radio fournit gratuitement un programme aux auditeurs, mais insère des temps de publicité qu'elle vend à des annonceurs.

### Payée par un don
La gratuité du produit ou service rendu peut aussi participer d’une volonté plus ou moins altruiste, philanthropique, solidaire ou charitable, sans recherche de profit. Ce type de gratuité peut être le fait de particuliers bien sûr, d’associations privées à but non lucratif. Si ses auteurs parviennent à ne pas faire payer leurs biens et services aux bénéficiaires, c’est grâce au bénévolat, aux dons mais aussi aux subventions de la part des pouvoirs publics, ou l’octroi par la collectivité publique donatrice de remises fiscales, souvent proportionnées au montant du don et plafonnées, grâce à un justificatif fiscal remis par l’organisation bénéficiaire, et à la récupération, le partage ou le recyclage de biens non indispensables à leur propriétaire. Par exemple :
- l’aide humanitaire dont aussi :
  - l’aide médicale d’urgence et l’aide médico-psychologique ;
  - le secours aux victimes de violences ou de catastrophes ;
  - les magasins gratuits pour les plus démunis ;
- l’aide au développement dont aussi :
  - le soutien éducatif et scolaire et l’aide sociale ;
  - l’aide économique, le codéveloppement et le microfinancement de projets personnels ou coopératifs ;
- l’aide environnementale (souvent combinée, pour raison d’efficacité à court et long terme, avec l’aide humanitaire et l’aide au développement) comme la dépollution et la préservation des espèces et des milieux naturels ;
- les dons personnels comme :
  - le don d'organes, y compris de sang et de plaquettes ex vivo, ou le don post mortem de son corps à la science ;
  - le don à l'étalage pour les productions tangibles, et le bénévolat pour les services gratuits.

L'économie s'intéresse au sort des biens communs dont certains sont gratuits par nature tel, par exemple, l’air que l'on respire. En transport maritime, l’usage de la mer est gratuit.
La gratuité est au cœur d’une théorie économique : l’économie de don.
Gratuité du bon usage face au renchérissement du mésusage[style à revoir].
Paul Ariès, directeur de l'Observatoire international de la gratuité, a proposé dans Le mésusage (Parangon) un nouveau paradigme : gratuité du bon usage, renchérissement du mésusage. Prenant l'exemple de l'eau, il questionne : pourquoi payer son eau le même prix pour faire son ménage ou remplir sa piscine. Il explique que ce qui vaut pour l'eau vaut pour l'ensemble des biens communs. Il précise qu'il n'y a pas de définition scientifique ou moraliste de ce que seraient le bon et le mauvais usage. La seule définition est possible, ce que les citoyens souhaitent rendre gratuits (eau vitale, transports, santé, etc) et ce qu'ils souhaitent renchérir ou interdire.

### TANSTAAFL
Robert A. Heinlein a popularisé dans son roman Révolte sur la Lune (1966) l'adage « There Ain't No Such Thing As A Free Lunch », réduit à l'acronyme TANSTAAFL signifiant, très littéralement, « il n'y a pas de chose telle qu'un repas gratuit », c'est-à-dire « un repas gratuit, ça n'existe pas », ce qui correspond à l'expression française « on n'a rien sans rien ». L'expression elle-même est attestée dès 1938, et le sens général était admis bien avant.
Reprise par Milton Friedman, elle apparaît maintenant dans les manuels d'économie.

## Gratuité de la télévision
En 1973, les artistes Serra et Schoolman diffusent une courte vidéo intitulée Television Delivers People, dans laquelle un texte défile à l'écran : « La télévision commerciale fournit 20 millions de personnes par minute. Dans les émissions commerciales, le téléspectateur paie pour avoir le privilège de se faire vendre. C'est le consommateur qui est consommé. Vous êtes le produit de la télévision. Vous êtes livré à l'annonceur qui est le client. C'est lui qui vous consomme. Le téléspectateur n'est pas responsable de la programmation… Vous êtes le produit final. »

## Gratuité du web
La problématique de la gratuité se pose ainsi tout particulièrement sur la toile : s'il faut acheter un ordinateur et payer un fournisseur d'accès à internet (FAI) pour accéder au Web, ensuite, la vaste majorité des sites web accessibles sont aujourd'hui gratuits : Google, Facebook, YouTube, Twitter, Wikipédia… La gratuité permet aux internautes l'adhésion simple, rapide et sans engagement à des nouveaux produits ou services qu'ils ne connaissent pas encore, et pour lesquels ils n'auraient pas payé à l'origine. La gratuité a fortement contribué à l'explosion du Web et à son adoption massive et internationale.
En l'occurrence, l'utilisateur du service n'est plus le client du site web, mais il en est le produit vendu (par exemple auprès des annonceurs de publicité),. Ainsi, l'utilisateur finance le service qu'il utilise de façon indirecte, et parfois à son insu.
Sur le Web, l'utilisation ou l'inscription à des services passe le plus souvent par l'acception d'un contrat (en français conditions générales d'utilisation). La majorité des utilisateurs ne le lit pas entièrement, ce qui diminue leur capacité à appréhender ce que deviendront les données personnelles collectées sur eux.
Dans le domaine de l'industrie du divertissement, avec l'arrivée des logiciels de téléchargement gratuit (ex. : Napster en 1999), le « tout-gratuit » d'Internet est entré en collision frontale avec le modèle économique « tout-payant » des entreprises de production audiovisuelle.
En 2009, le livre de Chris Anderson, Free! Entrez dans l'économie du gratuit, détaille l'usage de la gratuité sur Internet dans un business model.
En 2012, « la fin du mythe de l’Internet gratuit » commence à prendre forme lorsque « Facebook commence à monétiser la parution de messages destinés aux fans de la marque ou de l’entreprise en question. »

## Gratuité des logiciels
Il existe deux types de logiciels distribués gratuitement. Leurs licences permet de les distinguer :
- les logiciels libres : qui sont généralement distribués gratuitement à l’exception de certains logiciels.
- Les gratuiciel (ou freeware) : ils sont distribués gratuitement et sont sous licence propriétaire.

Il y a possibilité de confusion du fait qu'en anglais free dispose de deux sens distincts : free as a free beer (gratuit comme une bière) et le free as freedom of speech (libre comme liberté d'expression). Pour lever l'ambiguïté, freeware désigne un gratuiciel, là où un free software désigne un logiciel libre.

## Gratuité dans les transports
(septembre 2023).
Hasselt en Belgique où les bus sont gratuits depuis 1997, Tallin capitale de l'Estonie, Chengdu en Chine, mais aussi depuis 1971 en Midi Pyrénées Colomiers, font partie de ces villes ayant opté pour la gratuité totale ou partielle des déplacements en transports publics pour les usagers. 22 (ou 23) villes de France ont fait le choix d'offrir aux usagers cette gratuité des déplacements en transports en commun.
À l’expérience, les avantages sont nombreux. Par exemple à Aubagne l'insécurité et l'absentéisme des chauffeurs ont simultanément diminué. Compiègne et Châteauroux ont fait de même mais avec des buts plutôt socio-économiques (« redynamiser le centre-ville, améliorer le pouvoir d'achat, réduire l'isolement… »).
En milieu urbain, l’automobile mobilise 80 à 90 % des budgets publics consacrés aux déplacements, les transports collectifs seulement 10 % environ. Un basculement sur les transports collectifs d’une partie des crédits affectés à l’automobile suffirait à financer à la fois la gratuité (ou une tarification attractive) et l’augmentation de l’offre.
Albert Jacquard a pu apporter sa contribution lors d'un entretien conduit par Jacques Lacarrière diffusé le 24 septembre 1993 :

« Il faut tout repenser autrement. Un tout petit exemple, un peu pittoresque, j’y pense quand je suis en voiture. Pourquoi est-ce que dans les rues de Paris je peux circuler ? Parce qu’il y a un certain nombre de centaines de milliers de braves gens qui sont sous terre dans le métro. Ils me rendent service en étant là, s’ils n'étaient pas dans le métro, ils seraient dans les rues et je ne pourrai plus bouger, ce serait complètement engorgé. Par conséquent, le métro rend service aux gens qu’il transporte mais il rend encore plus service aux gens qu’il ne transporte pas. Par conséquent, ce service, il faudrait le payer. Par conséquent, c’est parce que je ne prends pas le métro mais ma voiture que je dois payer le métro. Et à la limite on peut dire que le prix du billet de métro devrait-être négatif puisque les braves gens qui descendent sous terre rendent service aux autres en leur permettant de circuler à peu près tranquillement. Alors, à défaut d’être négatif, ça pourrait au moins être nul. Et j’imagine que voilà une action facile à faire qui consisterait à faire payer le métro parisien par ceux qui utilisent leur voiture. C’est juste, c’est économiquement parfaitement justifiable et pourquoi est-ce qu’on ne la fait pas ? On n’ose pas revenir en arrière sur des idées reçues. Ce n’est qu’un petit exemple pittoresque mais je crois que l’essentiel aujourd’hui, sinon on va à la catastrophe, c’est de remettre à plat toutes nos idées reçues. »